# شکننده (آلبوم یس)
«شکننده» (به انگلیسی: Fragile) آلبومی از گروه موسیقی پراگرسیو راک یس است که در سال ۱۹۷۱ میلادی منتشر شد.